# MySims Party
My Sims Party é um dos jogos My Sims, o jogo tem como personagem principal você, com a tarefa de ganhar os 12 troféus de festival, ganhando os doze festivais do jogo, cuidados por Mc Emi.